# Resolutie 1968 Veiligheidsraad Verenigde Naties
Resolutie 1968 van de Veiligheidsraad van de Verenigde Naties werd op 16 februari 2011 unaniem aangenomen door de VN-Veiligheidsraad. De resolutie verlengde de toestemming om troepen van de naburige missie in Liberia in te zetten in Ivoorkust met drie maanden.

## Achtergrond
In 2002 brak in Ivoorkust een burgeroorlog uit tussen de regering in het christelijke zuiden en rebellen in het islamitische noorden van het land. In 2003 leidden onderhandelingen tot de vorming van een regering van nationale eenheid en waren er Franse- en VN-troepen aanwezig. In 2004 zegden de rebellen hun vertrouwen in de regering op en namen opnieuw de wapens op. Het noorden van het land werd voornamelijk door deze Forces Nouvelles gecontroleerd.
Na de presidentsverkiezingen eind 2010 ontstonden wederom onlusten toen zittend president Laurent Gbagbo op post bleef ondanks de internationaal erkende overwinning van Alassane Ouattara.

## Inhoud

### Waarnemingen
Middels resolutie 1951 uit november 2010 mochten tijdelijk troepen en materieel van de VN-missie in Liberia ingezet worden bij de UNOCI-missie in Ivoorkust. De secretaris-generaal meldde dat deze een belangrijke rol speelden in de moeilijke omstandigheden in dat laatste land.

### Handelingen
De Veiligheidsraad besloot aldus de tijdelijke overplaatsing van troepen — drie infanteriecompagnieën, één luchteenheid bestaande uit twee transporthelikopters en drie aanvalshelikopters — nog drie maanden langer te autoriseren.
Men vroeg hierbij ook de nodige ondersteuning van de landen die troepen en politie bijdroegen.

## Verwante resoluties
- Resolutie 1962 Veiligheidsraad Verenigde Naties (2010)
- Resolutie 1967 Veiligheidsraad Verenigde Naties
- Resolutie 1975 Veiligheidsraad Verenigde Naties
- Resolutie 1980 Veiligheidsraad Verenigde Naties

Lijst ·  1967 ·  1968 ·  1969 ·  1970 ·  1971 ·  1972 ·  1973 ·  1974 ·  1975 ·  1976 ·  1977 ·  1978 ·  1979 ·  1980 ·  1981 ·  1982 ·  1983 ·  1984 ·  1985 ·  1986 ·  1987 ·  1988 ·  1989 ·  1990 ·  1991 ·  1992 ·  1993 ·  1994 ·  1995 ·  1996 ·  1997 ·  1998 ·  1999 ·  2000 ·  2001 ·  2002 ·  2003 ·  2004 ·  2005 ·  2006 ·  2007 ·  2008 ·  2009 ·  2010 ·  2011 ·  2012 ·  2013 ·  2014 ·  2015 ·  2016 ·  2017 ·  2018 ·  2019 ·  2020 ·  2021 ·  2022 ·  2023 ·  2024 ·  2025 ·  2026 ·  2027 ·  2028 ·  2029 ·  2030 ·  2031 ·  2032